# Непогодов, Дмитрий Михайлович
Дми́трий Миха́йлович Непого́дов (укр. Дмитро Михайлович Непогодов; род. 17 февраля 1988, Киев) — казахстанский и украинский футболист, вратарь клуба «Улытау».

## Биография

### Клубная карьера
В ДЮФЛ выступал за киевские команды — «Динамо», «Смена-Оболонь», «Отрадный». Первый тренер — Александр Леонидов. Вместе с «Динамо» ездил на несколько детско-юношеских турниров за границу. До окончания школы Непогодов занимался в клубе «Отрадный» и регулярно вызывался в юношескую сборную Украины. В январе 2006 года находился на просмотре в донецком «Шахтёре», который участвовал на Кубке чемпионов Содружества, сыграл всего один матч на турнире — против туркменского МТТУ (5:1) Непогодов вышел на 72 минуте вместо Александра Купального, а на 86 минуте он пропустил гол от Берды Шамурадова.
Непогодов незадолго до этого также находился на просмотре в симферопольской «Таврии», киевском «Динамо», «Арсенале» и «Оболони». Также находился на просмотре в донецком «Металлурге», но тогда он не подошёл руководству клуба.
В мае 2006 года его пригласили на просмотр в марсельский «Олимпик», вскоре Непогодов стал выступать за молодёжный состав «Олимпика». В мае 2008 года подписал профессиональный контракт, в команде был третьим вратарём, а основным был Стив Манданда. Также привлекался к тренировкам вместе с основной командой «Олимпика». Летом 2009 года покинул «Олимпик» (так как не хотел быть третьим-четвёртым вратарём в команде), после этого он мог трудоустроиться в клубах — «Кан», «Реймс», «Амьен», «Труа», «Валансьен», «Фенербахче» и «Оцелул». Летом 2009 года побывал на просмотре в румынской команде.
В сентябре 2009 года перешёл в донецкий «Металлург». В основном Непогодов выступал в молодёжном первенстве. В Премьер-лиге Украины дебютировал 18 апреля 2010 года в выездном матче против одесского «Черноморца» (1:1), в этом матче на 80 минуте пропустил гол от Густаво Пинедо. После матча тренер вратарей «Металлурга» Виборг Коцеич сказал что для первого раза в Премьер-лиге Непогодов сыграл неплохо.
Перед стартом начальной стадии Лиги Европы перешёл в ереванский «Бананц». Клуб нуждался в игроке на вратарскую позицию из-за получения травмы основным вратарём команды Степаном Казаряном. Таким образом первая игра за команду состоялась в первом матче в Лиге Европы против «Олимпи» из Рустави.
Летом 2012 года перешёл в полтавскую «Ворсклу». В команде взял 12 номер. В полтавской команде провёл 4,6 сезона, после чего принял решение покинуть клуб.
Зимой 2017 года заключил контракт с казахстанским футбольным клубом «Тобол (Костанай)». Уверенная и стабильная игра украинца станет поводом для привлечения его в ряды сборной Казахстана и частого включения в различные рейтинги и символические сборные по итогам футбольных сезонов казахстанской Премьер лиги.
В январе 2019-го перешёл в аренду в другой казахстанский ФК «Ордабасы», где по итогам футбольного сезона 2019 года стал основным голкипером клуба и лучшим вратарём в элитном дивизионе казахстанского чемпионата.

### Карьера в сборной
Зимой 2005 года вызывался в юношескую сборную Украины до 17 лет и сыграл два матча — против Турции и Германии. Зимой 2006 года Непогодов играл на турнире Валентина Гранаткина, он сыграл два матча на турнире (в матче против Литвы был признан лучшим игроком матча). Украина на турнире заняла 5-е место. Всего за юношескую сборную Украины до 19 лет сыграл 7 матчей и пропустил всего 3 гола.
В молодёжной сборной Украины до 21 года сыграл всего один раз, 5 февраля 2008 года в товарищеском матче против Швеции (1:0), в этом матче Непогодов отыграл первый тайм.
В 2018 году принял гражданство Казахстана. 19 ноября 2018 года в матче со сборной Грузии провёл первый поединок в составе сборной Казахстана.
В сборной Казахстана провёл 12 матчей, пропустил 20 мячей.

## Достижения

### Командные
«Тобол»
- Обладатель Суперкубка Казахстана: 2022
- Бронзовый призёр чемпионата Казахстана: 2018

«Астана»
- Обладатель Суперкубка Казахстана: 2020
- Бронзовый призёр чемпионата Казахстана: 2019

### Личные
- Лучший вратарь чемпионата Казахстана (по версии КПЛ) 2019 года.
- В 2019 году включён в сборную Премьер лиги чемпионата Казахстана[21].
- В 2017 году включался в сборную легионеров чемпионата Казахстана.

## Статистика выступлений

### Клубная карьера
| Клуб                      | Сезон                     | Лига | Лига | Кубки | Кубки | Еврокубки | Еврокубки | Итого | Итого |
| Клуб                      | Сезон                     | Игры | Голы | Игры  | Голы  | Игры      | Голы      | Игры  | Голы  |
| ------------------------- | ------------------------- | ---- | ---- | ----- | ----- | --------- | --------- | ----- | ----- |
| Металлург (Донецк)        | 2009/10                   | 2    | -3   | 0     | 0     | 0         | 0         | 2     | -3    |
| Металлург (Донецк)        | 2010/11                   | 14   | -20  | 0     | 0     | —         | —         | 14    | -20   |
| Металлург (Донецк)        | 2011/12                   | 0    | 0    | 0     | 0     | —         | —         | 0     | 0     |
| Металлург (Донецк)        | Итого                     | 16   | -23  | 0     | 0     | 0         | 0         | 16    | -23   |
| → Бананц                  | 2011                      | 13   | -9   | 0     | 0     | 2         | -2        | 15    | -11   |
| → Бананц                  | Итого                     | 13   | -9   | 0     | 0     | 2         | -2        | 15    | -11   |
| Ворскла                   | 2012/13                   | 5    | -5   | 0     | 0     | —         | —         | 5     | -5    |
| Ворскла                   | 2013/14                   | 27   | -38  | 1     | -1    | —         | —         | 28    | -39   |
| Ворскла                   | 2014/15                   | 3    | -3   | 0     | 0     | —         | —         | 3     | -3    |
| Ворскла                   | 2015/16                   | 8    | -4   | 2     | -5    | 1         | -1        | 11    | -10   |
| Ворскла                   | 2016/17                   | 13   | -13  | 1     | -1    | 0         | 0         | 14    | -14   |
| Ворскла                   | Итого                     | 56   | -63  | 4     | -7    | 1         | -1        | 61    | -71   |
| Тобол (Костанай)          | 2017                      | 33   | -26  | 1     | -2    | —         | —         | 34    | -28   |
| Тобол (Костанай)          | 2018                      | 28   | -27  | 2     | -2    | 4         | -2        | 34    | -31   |
| Тобол (Костанай)          | Итого                     | 61   | -53  | 3     | -4    | 4         | -2        | 68    | -59   |
| Астана                    | 2020                      | 5    | -4   | —     | —     | 1         | -6        | 6     | -10   |
| Астана                    | 2021                      | 19   | -21  | 5     | -9    | 4         | -7        | 28    | -37   |
| Астана                    | Итого                     | 24   | -25  | 5     | -9    | 5         | -13       | 34    | -47   |
| → Ордабасы                | 2019                      | 29   | -20  | 4     | -1    | 4         | -4        | 37    | -25   |
| → Ордабасы                | Итого                     | 29   | -20  | 4     | -1    | 4         | -4        | 37    | -25   |
| Тобол (Костанай)          | 2022                      | 2    | -2   | 0     | 0     | 0         | 0         | 2     | -2    |
| Тобол (Костанай)          | Итого                     | 2    | -2   | 0     | 0     | 0         | 0         | 2     | -2    |
| Всего за «Тобол» Костанай | Всего за «Тобол» Костанай | 63   | -55  | 3     | -4    | 4         | -2        | 70    | -61   |
| Черноморец (Одесса)       | 2022/23                   | 21   | -27  | 0     | 0     | —         | —         | 21    | -27   |
| Черноморец (Одесса)       | Итого                     | 21   | -27  | 0     | 0     | —         | —         | 21    | -27   |
| Подолье (Хмельницкий)     | 2023/24                   | 22   | -21  | —     | —     | —         | —         | 22    | -21   |
| Подолье (Хмельницкий)     | 2024/25                   | 14   | -17  | 2     | -3    | —         | —         | 16    | -20   |
| Подолье (Хмельницкий)     | Итого                     | 36   | -38  | 2     | -3    | —         | —         | 38    | -41   |
| Всего за карьеру          | Всего за карьеру          | 258  | -260 | 18    | -24   | 16        | -22       | 292   | -306  |

### Выступления за сборную
| Сборная   | Год   | Отборочные матчи ЧМ | Отборочные матчи ЧМ | Отборочные матчи ЧЕ | Отборочные матчи ЧЕ | Лига наций УЕФА | Лига наций УЕФА | Товарищеские матчи | Товарищеские матчи | Итого | Итого |
| Сборная   | Год   | Игры                | Голы                | Игры                | Голы                | Игры            | Голы            | Игры               | Голы               | Игры  | Голы  |
| --------- | ----- | ------------------- | ------------------- | ------------------- | ------------------- | --------------- | --------------- | ------------------ | ------------------ | ----- | ----- |
| Казахстан | 2018  | −                   | −                   | −                   | −                   | 1               | −2              | −                  | −                  | 1     | −2    |
| Казахстан | 2019  | −                   | −                   | 10                  | −17                 | −               | −               | 1                  | 0                  | 11    | −17   |
| Казахстан | 2020  | −                   | −                   | −                   | −                   | −               | −               | 1                  | 0                  | 1     | 0     |
| Итого     | Итого | −                   | −                   | 10                  | −17                 | 1               | −2              | 2                  | 0                  | 13    | −19   |